# Llandudoch
Llandudoch (en anglès Saint Dogmaels) és un poble i municipi del comtat gal·lès de Sir Benfro. És a l'estuari del riu Teifi, a uns dos quilòmetres al sud de la ciutat d'Aberteifi, Ceredigion.

## Història
La primera part del nom de la població procedeix de Llan, "església", i la segona es creu que ve d'un sant monjo gal·lès dels segles V i VI.
La població té anomenada per l'abadia que s'hi construí al segle xii (1115), i que era una de les institucions monàstiques més riques del país. Actualment només en resten unes ruïnes. A prop de l'abadia es poden veure diverses lloses d'entre els segles V i VI amb inscripcions en l'antiga escriptura Ongham.
A l'edat mitjana, Llandudoch fou una ciutat de marca. Owen la descrigué l'any 1603 com una de les cinc ciutats del comtat governades per un portreeve.

## Actualitat
L'any 2006, la vila guanyà el títol de "Wales Calor Village of the Year".
Llandudoch té una escola, l'"Ysgol Llandudoch". El 2001, el municipi i àrea censal comprenia, a més de la ciutat, diversos llogarrets: Molygrove, Monington, Glanrhyd, Nanhyfer, Felindre Farchog, i tenia una població total de 2.140 habitants.

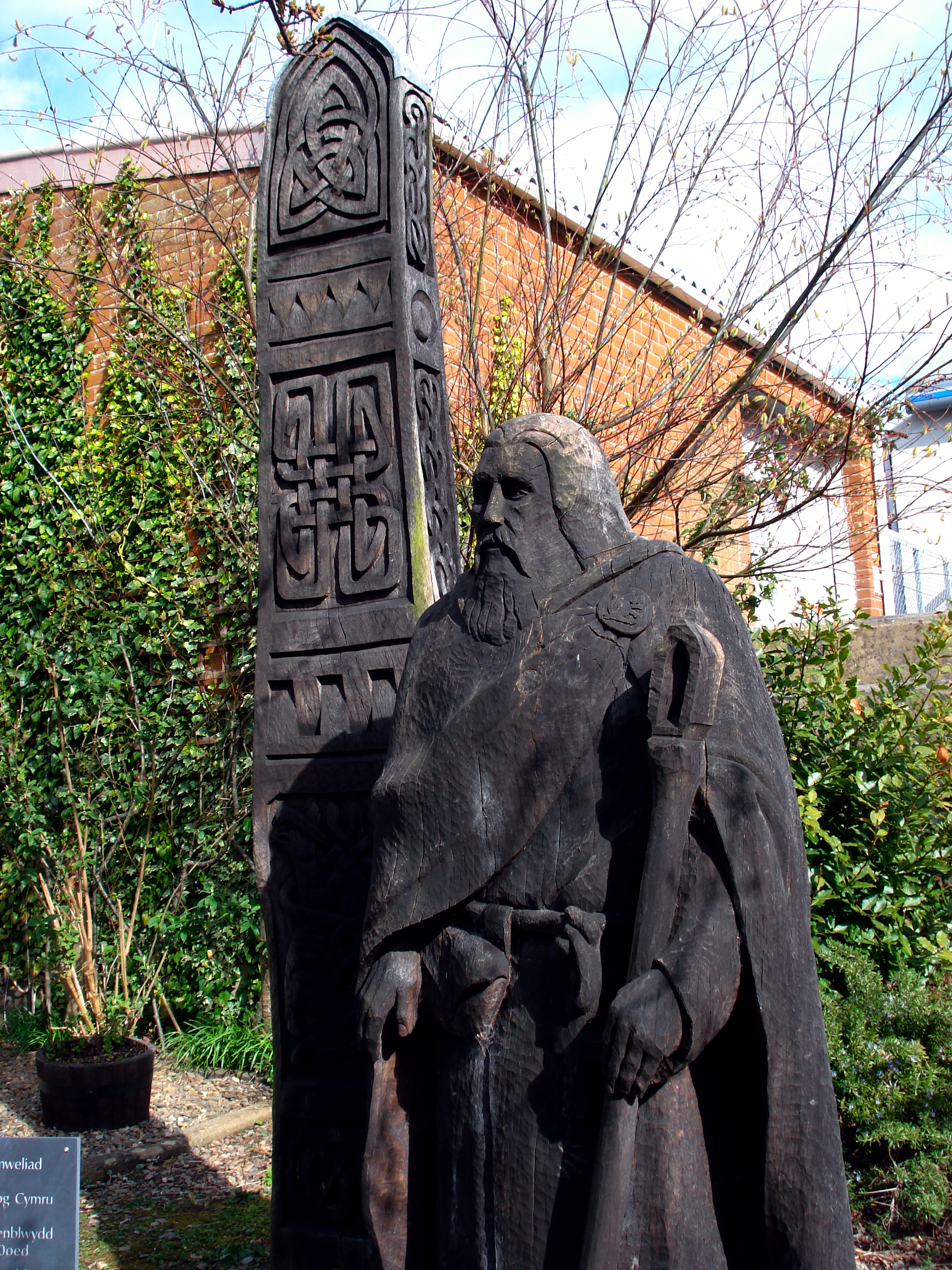
Imatge de sant Dogmael

### Cicle d'obres de Shakespeare
Des de l'any 1987, cada estiu un grup d'actors aficionats interpreta en l'abadia una obra diferent de Shakespeare.
Darreres obres representades:
- 2008 Enric IV
- 2007 Treballs d'amor perduts
- 2006 Molt soroll per no res
- 2005 Romeu i Julieta
- 2004 Pèricles, príncep de Tir

## Ciutats agermanades
- Trédarzec a Costes del Nord,  (Bretanya)